# ジョイ (ホームセンター)
ジョイは、イオン株式会社の連結子会社である株式会社サンデーが運営していたホームセンターの店舗ブランド名である。

## 概要
株式会社ジョイは、オーナー経営による山形を地盤とするホームセンターであったが、無理な多店舗展開が仇となり、経営不振に陥った。
2005年1月には主力銀行であった山形しあわせ銀行（現・きらやか銀行）から社長が就任し、2008年までの3カ年計画による再建計画を策定。しあわせ銀は20億円の債権放棄、他取引金融機関は債務返済の1年間繰り延べを実施し、借入金を75億円から42億円まで圧縮するとした。また、税法上の優遇措置を受けるため産業活力再生特別措置法の適用も申請するとした。これによって県内外24店舗のうち、不採算の7店舗を2006年2月まで閉鎖、残り17店舗も小型店舗に再編するとした。再建計画の始動によって、同年10月に殖産銀行との経営統合を控えるしあわせ銀は、懸案処理に目処がついた形となった。
2006年9月にイオン傘下のサンデーとの役員派遣を含む業務・資本提携を締結。さらに2015年9月1日、同社に吸収合併され解散した。合併前の時点で、山形県内18、宮城県内1の計19店舗を展開していた。合併後も既存の店名は変更されず、サンデーにおける店舗ブランドの一つとして運用されてきた。しかし、サンデーの東北6県におけるブランドの統一と経営効率化の一環で、2018年5月の連休までに全店舗の店名がサンデーに変更となった。
香川県高松市の同業者、西村ジョイとは資本・人材を始め一切無関係。また、かつて北海道に展開されていたスーパーマーケットの店舗ブランド「ジョイ」は同じイオングループ（後にマックスバリュ北海道が運営）であったが、元々直接のつながりはなかった（スーパーマーケットの「ジョイ」に関しても2018年10月31日をもって店舗が閉店したため、ブランドが消滅している）。

## 沿革
- 1980年（昭和55年）1月 - ホームセンターの運営の為、山形県東根市に「株式会社ジョイ」を設立。
- 1984年（昭和59年）10月 - 本部を山形市あこや町に移転。
- 1995年（平成7年）10月 - 貿易の子会社「サイツ・ジャパン株式会社」を設立。
- 1999年（平成11年）2月 - 流通センター（宮城県柴田郡村田町）が稼動。
- 2000年（平成12年）11月 - 代表取締役社長に重本幸男が就任、小関充は会長に就任。
- 2004年（平成16年）12月 - 中国「上海駐在事務所」閉鎖。
- 2005年（平成17年）
  - 1月 - 代表取締役社長に阿部恵が就任[6]。3ヵ年の経営再建策発表。
  - 2月 - 産業活力再生特別措置法の適用認定。「サイツ・ジャパン」清算決議。
  - 4月 - 「サイツ・ジャパン」完全閉鎖。
  - 6月 - 本店所在地を「東根市神町中央」より「山形市あこや町二丁目1番30号」に移転。元本店の神町店は閉店。
- 2006年（平成18年）9月 - イオングループの株式会社サンデーと業務・資本提携[7]。
- 2007年（平成19年）
  - 2月 - 代表取締役会長に和田正徳が就任。
  - 5月31日 - 株式会社サンデーの連結子会社になる[8]。
- 2010年（平成22年）5月 - 取締役会長に宮下直行が就任。
- 2012年（平成24年）4月 - 代表取締役社長に松谷幸一が就任[9]。
- 2013年（平成25年）5月 - 取締役会長に川村暢朗が就任。
- 2015年（平成27年）9月1日 - 株式会社サンデーに吸収合併され解散。同社の店舗ブランドの一つとなる。
- 2018年（平成30年）5月 - 全店舗名がサンデーに変更し、ブランド消滅。